# عبد القادر شيخ ديني
اللواء عبد القادر شيخ ديني (بالصومالية: Cabdulqaadir sheekh diini)‏ سياسي ومسؤول عسكري صومالي شغل منصب قائد القوات المسلحة الصومالية من مارس 2011 إلى مارس 2013، في ظل كل من الحكومة الفيدرالية الانتقالية والحكومة الفيدرالية في الصومال التي نشأت عام 2012 كما شغل منصب وزير الدفاع في الصومال. 

## الحياة الشخصية
درس ديني في الأكاديمية العسكرية مدينة أوديسا الأوكرانية في الفترة ما بين عام 1972 و1974.
التحق بعدها بأكاديمية جون إف كينيدي العسكرية الخاصة بولاية نورث كارولينا في عام 1986.
تدرب ديني أيضي في كلية القيادة والأركان العامة للجيش الأمريكي في بنسلفانيا.
وأكمل دراسته العسكرية في 1989-1990، بتخرجه من الكلية الحربية للجيش الأمريكي في كارلايل بولاية بنسلفانيا. 
يتحدث الجنرال ديني عدة لغات بطلاقة، أبرزها الصومالية والعربية والروسية والإنجليزية. 

## المناصب العسكرية
بدأ ديني مسيرته العسكرية في عام 1971 بالتحاقه بالجيش الصومالي كطالب عسكري، في عام 1979 تمت ترقيته إلى رتبة رائد في قوات الشرطة العسكرية على مستوى الكتيبة، التحق بعدها بكتيبة الكوماندوز التابعة لبليدوغلي في العام التالي، وفي عام 1982 تمت ترقيته إلى قائد كتيبة. 
في عام 2010 تم استدعاء ديني للمساعدة في تطوير سياسة أمنية للحكومة الاتحادية الانتقالية، وعيّنه رئيس الوزراء في ذلك الوقت محمد عبد الله فرماجو قائداً للجيش في 29 مارس 2011. 
تحت قيادة الجنرال ديني، تمكنت القوات المسلحة الصومالية وقوات الاتحاد الأفريقي المتحالفة معها من طرد متمردي حركة الشباب الإرهابية من معظم المراكز الحضرية في جنوب ووسط الصومال، وتمكنت الحكومة الفيدرالية من بسط سيطرتها على العديد من المناطق التي احتلتها الحركة.
في 13 مارس 2013 أُعفي قائد القوات المسلحة اللواء ديني ونائبه اللواء عبد الكريم يوسف من منصبيهما في مناسبة عُقدت في مقديشو حضره مسؤولو الحكومة وممثلون من الاتحاد الأفريقي، وُعين الجنرال طاهر آدم علمي قائدًا للجيش واللواء عبد الرزاق خليف حسين نائبا له. 
في 15 مارس 2013 أقيمت مأدبة غداء في العاصمة الصومالية مقديشو تكريما للجنرال ديني ونائبه الجنرال عبد الكريم، بحضور وزير الدفاع الصومالي عبد الحكيم محمود حاجي فقي، والسفير الأوغندي في الصومال ناثان موغيشا والعديد من مسؤولي الاتحاد الأفريقي، وأعضاء في مجلسي الوزراء والنواب، وعبر قائد قوات بعثة الاتحاد الأفريقي في الصومال، الفريق أندرو غوتي عن امتنانه للجنرال ديني ونائبه على خدماتهما وقال المسؤول الأوغندي: «نحن في بعثة الاتحاد الأفريقي في الصومال فخورون بخدمة إلى جانب هؤلاء الوطنيين الصوماليين العظماء [...] تحت قيادة الجنرال ديني ، أصبحت قوات الأمن الوطني الصومالية أكثر تنظيماً وفعالية كما يتضح من النجاحات التي حققتها ضد جماعة الشباب الإرهابية التابعة للقاعدة في جميع أنحاء البلاد». 

## وزير الدفاع
في 27 يناير 2015 عُين اللواء عبد القادر شيخ ديني وزيرًا للدفاع في جمهورية الصومال من قبل رئيس الوزراء المعين عمر عبد الرشيد علي شرماركي خلفا للوزير محمد شيخ حسن. 
في 1 يوليو 2015 أعاد عبد القادر شيخ ديني فتح مقر قيادة القوات الجوية الصومالية، في خطوة تفتح الباب لإعادة إنشاء القوات الجوية الصومالية بعد 25 عامًا من الحرب الأهلية. وقال ديني إن المؤسسة كانت موجودة في حي سكني لمدة عامين ومن المبهج إعادة فتح مقرها الأصلي. 
في 3 آذار / مارس 2016، تعرضت عربة نقل عسكرية تقل ديني لانفجار لغم أرضي بالقرب من مطار كسمايو، لكم الجنرال ديني لم يُصب بأذى. 